# Jakab Sibalin
Jakab Sibalin, madžarski rokometaš, * 1965.
Leta 1988 je na poletnih olimpijskih igrah v Seulu v sestavi madžarske rokometne reprezentance osvojil 4. mesto in čez štiri leta še 7. mesto.